# Segelzeichen

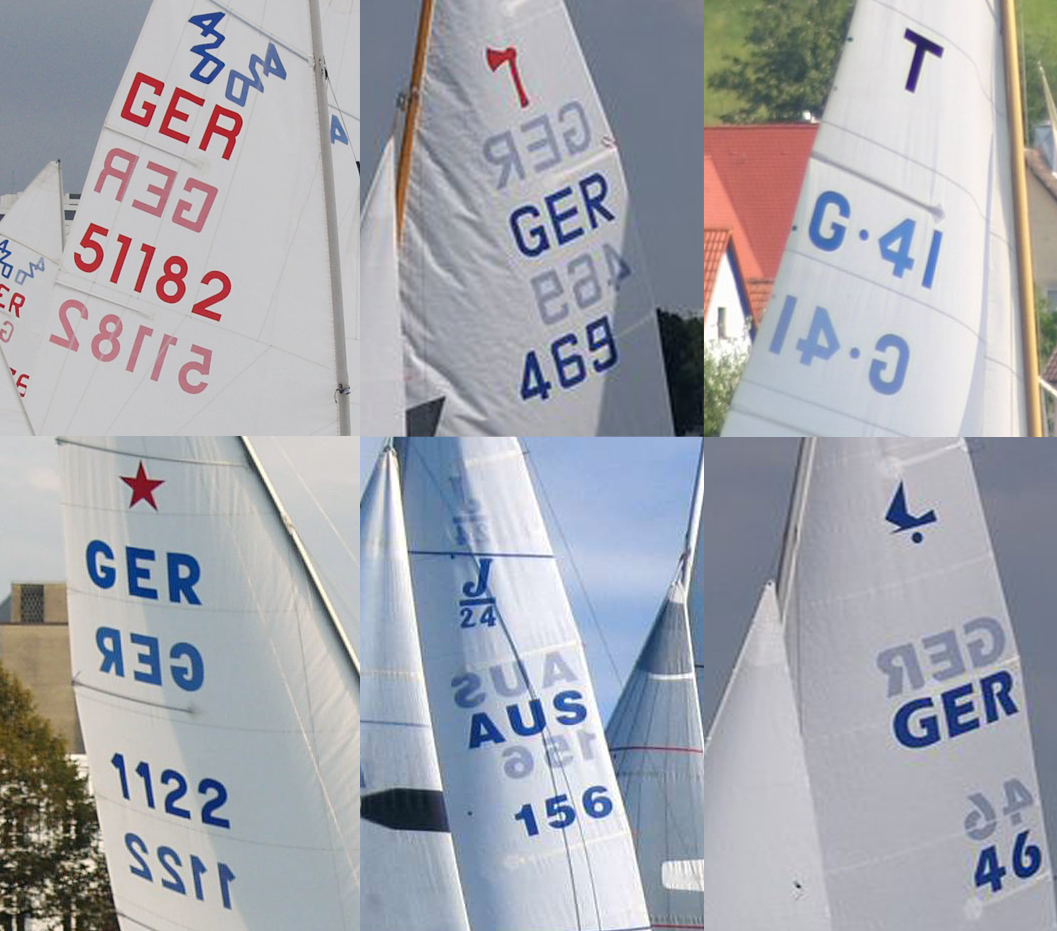
Segelzeichen (Klassenzeichen, Nationalitätenbuchstaben und Segelnummern) verschiedener Boote

Die Segelzeichen sind symbolische und alphanumerische Kennzeichnungen im Segel. Dienen sie zur Unterscheidung verschiedener Bootsklassen, heißen sie Klassenzeichen (siehe auch Kategorie:Segelbootstyp). Segelzeichen können aber auch der Angabe der Nationalität dienen (Nationalitätszeichen) oder durch die Segelnummer ein einzelnes Schiff kennzeichnen.
Gemäß Wettsegelbestimmungen der International Sailing Federation (ISAF) haben Schiffe, die an Regatten teilnehmen wollen, im Großsegel die folgenden Segelzeichen zu führen: Klassenzeichen, Nationalitätenkennzeichen (beispielsweise GER für Deutschland) und Segelnummer.
In Deutschland wurden Segelzeichen vom DSV ab 1917 diskutiert und ab 1920 eingesetzt.
In der seglerischen Umgangssprache kann mit Segelzeichen nur das Klassenzeichen oder auch die Gesamtheit der Symbole, Buchstaben und Ziffern in einem Segel gemeint sein. Bei Booten, die nicht für Wettkampfzwecke gebaut sind und die keiner Einheitsklasse angehören, kann das Segelzeichen auch einfach den Typ oder die Herstellermarke kenntlich machen, vergleichbar mit den entsprechenden Markenzeichen auf Autos.

## Anordnung
Da Segel überwiegend weiß sind und Beschriftungen von der jeweiligen Rückseite durchscheinen, werden nur seitensymmetrische (z. B. Star-Stern) oder bestimmte spiegelbare (Pirat-Tomahawk) Klassenzeichen genau gegenüberliegend montiert, andere jedoch seitlich versetzt (420). Darunter folgt als zweizeiliger Block auf der Steuerbordseite (= rechts) des Segels Landeskennung und Bootsnummer, zuunterst nochmals derselbe Block auf Backbord. (Siehe obiges Bild.)